# Polissoir von Féchain

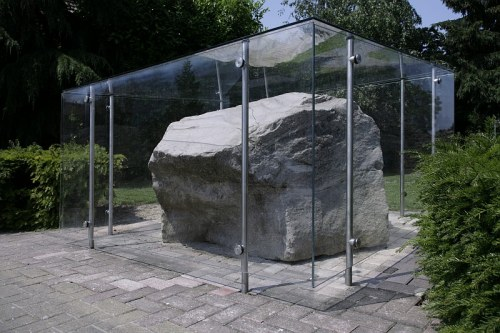
Polissoir von Féchain

Der Polissoir von Féchain ist ein großer neolithischer Wetzstein in Féchain am Rande des Départements Nord in Frankreich. Er steht an der Rue Louis Chantreau im Zentrum von Féchain. Er ist zugänglich, aber durch einen Glaskasten geschützt.
Der größte Polissoir in der Region ist ein 1,9 m hoher und 1,1 m breiter Sandsteinmonolith mit einem Gewicht von etwa 7 t. Seine oberer Teil ist mit zehn Schälchen und sechs Schleifrillen versehen. Der Stein stammt aus der Jungsteinzeit und wurde zum Polieren von Äxten verwendet, wodurch die Rillen auf der Oberseite entstanden. Der Stein wurde als etwa 4,0 m langer und 2,0 m breiter Block in Aubencheul-au-Bac am rechten Ufer der Sensée gefunden. Es ist während der Bergung zerbrochen und nach Féchain verbracht worden.
Der Megalith wird seit 1980 als Monument historique geführt.